# سجن إدلب
سجن إدلب المركزي هو سجن سوري صغير، يقع شمال البلاد بمدينة إدلب التي تبعد عن دمشق بحوالي 350 كم.
- تبلغ طاقة استيعاب هذا السجن 250 سجينا.
- هذا السجن مخصص لسجناء الحق العام.